# Casper o întâlnește pe Wendy
Casper Meets Wendy (Casper o întâlnește pe Wendy) este un film american de comedie fantezistă din 1998, bazat pe personajele de desene animate Casper the Friendly Ghost și Wendy the Good Little Witch (Wendy vrăjitoarea cea bună). Filmul este o continuare a Casper: A Spirited Beginning, și al doilea spin-off/prequel al lungmetrajului Casper (1995). Saban Entertainment a coprodus proiectul. Filmul marchează a doua instanță Casper care o are ca co-protagonistă pe Cathy Moriarty, care a jucat anterior rolul răufăcătorului în filmul din 1995.
Acesta a fost primul film important pentru Hilary Duff, care avea 10 ani când la lansarea sa, pe 22 septembrie 1998, cu șase zile înainte de a împlini 11 ani. Filmul a fost întâmpinat cu recenzii în mare parte negative din partea criticilor, dar a fost considerat o îmbunătățire față de predecesorul său. Premiera sa televizată a avut loc la 24 octombrie 1999, la Fox Family.

## Acțiune
Trio-ul fantomatic provoacă panică la un meci de baseball, iar nepotul lor, Casper, nu reușește să liniștească mulțimea îngrozită. Parcul se golește, și, după ce își văd rezultatul cu satisfacție, unchii lui Casper plănuiesc o vacanță.
Între timp, un vrăjitor răuvoitor pe nume Desmond Spellman este anunțat de Oracolul din Oglindă că în viitor, o vrăjitoare bună și micuță pe nume Wendy îl va surclasa. Desmond plănuiește să scape de ea cu ajutorul sfătuitului „Abis Mistic”, o falie dimensională care poate distruge ființele vii. El creează apoi o pereche de spioni: Jules și Vincent, și îi însărcinează să i-o aducă pe Wendy, aceasta locuind la țară cu cele trei mătuși răutăcioase ale sale: Gert, Gabby și Fanny.
Jules și Vincent ajung la casa lui Wendy pentru a o escorta pe tânăra vrăjitoare la Desmond, dar aceasta scapă cu greu alături de mătușile ei. Pentru a o ține pe Wendy în siguranță față de Desmond, mătușile ei se ascund și își fac vacanța la același resort în care își petrec concediul Casper și unchii săi. Casper și Wendy se întâlnesc într-un hambar și devin prieteni, dar se tem că tutorii lor nu se vor înțelege, deoarece fantomele și vrăjitoarele sunt dușmani naturali. Casper și Wendy pun la cale un plan pentru a-i face să se întâlnească la o petrecere. Casper face ca Trioul fantomatic să posede trei bărbați care se întâmplă să semene cu ei. Wendy își convinge mătușile să meargă la petrecere pentru a cunoaște bărbații. Datorită complotului lor, aceștia se întâlnesc și în curând Trio-ul flirtează cu cele trei vrăjitoare, care se dau drept femei obișnuite.
Planul este distrus atunci când stăpânirea dispare și adevăratele persoane ale Trio-ului sunt dezvăluite mătușilor lui Wendy, care, la rândul lor, își dezvăluie adevăratele lor persoane și îi amenință cu magia. Wendy îi explică lui Casper că ea și mătușile ei nu pot folosi magia de nivel înalt, altfel Desmond le va putea da de urmă. Când Trio-ul îl suspectează pe Casper că le protejează pe vrăjitoare, îl presează să spună pe șleau că vrăjitoarele nu-și pot folosi puterile, ceea ce determină Trio-ul să le terorizeze pe Wendy și pe mătușile ei. Wendy simte că nu are de ales decât să facă o vrajă de nivel înalt pentru a acoperi Trio-ul în ipsos, alertându-l pe Desmond despre locația ei.
Distrusă de faptul că Casper și-a încălcat promisiunea, Wendy pune capăt prieteniei lor. Casper se confruntă curând cu unchii săi și le spune că Desmond vine după mica vrăjitoare, și că ar trebui să ajute, la care Trio-ul își bate joc și refuză. Înainte ca vrăjitoarele să poată evacua stațiunea, Desmond și spionii săi sosesc. După ce le găsește și le înfruntă pe vrăjitoare, Desmond le explică prezicerea Oracolului, și, după ce aceasta încearcă să i se împotrivească, invocă Abisul Mistic și o aruncă pe Wendy în el, iar Casper se scufundă înăuntru în încercarea de a o salva. Mătușile lui Wendy se luptă cu Desmond, dar nu se pot măsura cu el. Înainte ca Desmond să le poată transforma pe vrăjitoare în îngrășământ, apare un monstru uriaș cu trei ochi și îl sperie pe vrăjitor, care se împiedică de mătura lui Wendy și cade el însuși în Abis. Monstrul se dovedește a fi Trio-ul fantomatic, care s-a răzgândit. În timp ce țin ușa Abisului deschisă, mătușile lui Wendy o scot pe ea și pe Casper afară.
Atât Casper, cât și Wendy sunt inconștienți din cauza faptului că se află în Abis, dar cu încurajarea și confortul gardienilor lor, Casper este readus la viață de unchii săi, iar Wendy este tratată de mătușile sale. După o reuniune emoționantă între vrăjitoare și una stânjenitoare între fantome, vrăjitoarele mulțumesc Trio-ului pentru că le-a ajutat. Oracolul proclamă apoi că Wendy este cea mai mare vrăjitoare pentru că a făcut ceva ce nicio altă vrăjitoare nu a putut face vreodată: s-a împrietenit cu o fantomă. Mai târziu, Casper, unchii săi, Wendy și mătușile ei, își iau la revedere. Înainte de a zbura înapoi acasă cu mătușile ei, Wendy îi dă un sărut de adio lui Casper, făcându-l să roșească.

## Distribuție
- Jeremy Foley ca Casper, fantoma prietenoasă
- Hilary Duff ca Vrăjitoarea Wendy
- Cathy Moriarty ca Gert
- Shelley Duvall ca Gabby
- Teri Garr ca Fanny
- George Hamilton ca Desmond Spellman
- Richard Moll ca Jules
- Vincent Schiavelli ca Vincent
- Pauly Shore ca Oracol
- Blake Foster ca Josh Jackman
- Logan Robbins ca Logan
- Michael McDonald ca Spike-Stretch
- Travis McKenna ca Phil-Fatso
- Patrick Richwood ca Vinne-Stinkie

### Dublajul în română
Dublajul a fost realizat de Zone Studio Oradea.
- Paul Zurbău - Casper
- Ilinca Ghimbășan - Wendy
- Petre Ghimbășan - Spike-Stretch
- Florian Silaghi - Phil-Fatso
- Alexandru Rusu - Vinne-Stinkie
- Gabriela Codrea - Gabby
- Corina Cernea - Gert
- Ileana Iurciuc - Fanny
- Daniel Vulcu - Oracolul/Jules
- Florin Stan - Vincent
- Ion Abrudan - Desmond Spellman